# Gynoplistia (Gynoplistia) neonebulosa
Gynoplistia (Gynoplistia) neonebulosa is een tweevleugelige uit de familie steltmuggen (Limoniidae). De soort komt voor in het Australaziatisch gebied.